# Naiad
För andra betydelser, se Najad (olika betydelser).
Naiad  är den innersta av Neptunus månar och har fått sitt namn efter Najaderna i den grekiska mytologin. Liksom flera andra av Neptunus månar har Naiad upptäckts genom analys av bilderna från rymdsonden Voyager 2 som togs 1989. Naiad saknar observerbar geologisk aktivitet.
Banan runt Neptunus ligger nära planetens ekvatorialplan, och Naiad roterar i Neptunus rotationsriktning, så nära att den med tiden endera kommer att falla ned på Neptunus eller brytas upp i bitar och bli en ring runt planeten.
Sedan överflygningen av Voyager 2 har Neptunus studerats ingående från markbaserade observatorier och av Rymdteleskopet Hubble. I mars 2002 kunde Keck-observatoriet med adaptiv optik enkelt upptäcka planetsystemets fyra största månar, men Naiad kunde inte observeras. Hubble har kapacitet att se alla kända månar och är känsligare än till och med Voyager 2, men Naiad kunde trots det inte observeras.

## Återupptäckt
Detta berodde på felaktigheter i positionsbestämningen. Det bekräftades 2013 av forskare vid SETI-institutet i USA. De återupptäckte satelliten i juni. De stora svårigheterna att fastslå Naiads banelement har förutom felbestämningen berott på satt den ligger så nära Neptunus. Dess ljus dränks av det 2 miljoner gånger starkare skenet från Neptunus.
Det finns också en möjlighet att positionsbestämningen varit någorlunda riktig, men att Naiad omloppsbana påverkats av någon av de andra månarna.